# Olivetaner
Olivetankongregationen utgör sedan 1960 en autonom del av Benediktinorden (och är alltså inte en kongregation i samma mening som utåtriktade kommuniteter från 1600- och 1700-talet). Den har dock en betydligt äldre historia, och grundades som orden redan 1313 (godkänd av påven 1344). Ordenskongregationens centrala kloster är Monte Oliveto Maggiore, som har givit sitt namn åt ordenskongregationen. Medlemmarna följer Benediktinregeln. Klosterdräkten är vit.